# Кампобасо (округ)
Округ Кампобасо (итал. Provincia di Campobasso) је округ у оквиру покрајине Молизе у средишњој Италији. Седиште округа и покрајине и највеће градско насеље је истоимени град Кампобасо.
Површина округа је 2.909 км², а број становника 231.330 (2008. године).

## Природне одлике
Округ Кампобасо чини већи, средишњи и источни део историјске области Молизе. Он се налази у јужном делу државе, са кратким изласком на Јадранско море на северу. На југу се налази средишњи део планинског ланца Апенина (Самнитски Апенини). Између њих налази се бреговито подручје познато по виноградарству и производњи вина. Реке у округу су Трињо и Биферно. 

## Становништво
По последњим проценама из 2008. године у округу Кампобасо живи преко 230.000 становника. Густина насељености је мала, око 80 ст/км². Северна, приморска половина округа је боље насељена, као и око главног града Кампобаса у средишњем делу округа. Остали, планински део је ређе насељен и слабије развијен.
Поред претежног италијанског становништва у округу живе и језичке мањине, Молишки Словени и Молишки Албанци.

## Општине и насеља
У округу Кампобасо постоји 84 општине (итал. Comuni).
Најважније градско насеље и седиште округа је град Кампобасо (51.000 ст.) у јужном делу округа. Други по величини је град Термоли (32.000 ст.) у северном делу округа.